# Осейкіс (Міннесота)
Осейкіс (англ. Osakis) — місто (англ. city) в США, в округах Дуглас і Тодд штату Міннесота. Населення — 1771 особа (2020).

## Географія
Осейкіс розташований за координатами 45°51′51″ пн. ш. 95°9′7″ зх. д. / 45.86417° пн. ш. 95.15194° зх. д. (45.864204, -95.151890).  За даними Бюро перепису населення США в 2010 році місто мало площу 5,34 км², з яких 5,04 км² — суходіл та 0,30 км² — водойми.

## Демографія
Згідно з переписом 2010 року, у місті мешкало 1740 осіб у 743 домогосподарствах у складі 440 родин. Густота населення становила 326 осіб/км².  Було 942 помешкання (176/км²).
Расовий склад населення:
| - 98,3 % — білих - 0,3 % — чорних або афроамериканців - 0,3 % — азіатів - 0,2 % — корінних американців |

До двох чи більше рас належало 0,7 %. Частка іспаномовних становила 0,7 % від усіх жителів.
За віковим діапазоном населення розподілялося таким чином: 24,5 % — особи молодші 18 років, 49,9 % — особи у віці 18—64 років, 25,6 % — особи у віці 65 років та старші. Медіана віку мешканця становила 42,2 року. На 100 осіб жіночої статі у місті припадало 89,7 чоловіків;  на 100 жінок у віці від 18 років та старших — 83,8 чоловіків також старших 18 років.
Середній дохід на одне домашнє господарство  становив 52 596 доларів США (медіана — 39 464), а середній дохід на одну сім'ю — 61 716 доларів (медіана — 53 250). Медіана доходів становила 41 912 долари для чоловіків та 27 917 доларів для жінок. За межею бідності перебувало 16,2 % осіб, у тому числі 24,3 % дітей у віці до 18 років та 14,2 % осіб у віці 65 років та старших.
Цивільне працевлаштоване населення становило 714 особи. Основні галузі зайнятості: роздрібна торгівля — 19,7 %, виробництво — 18,8 %, освіта, охорона здоров'я та соціальна допомога — 18,1 %.